# 0,(9)
У математиці, періодичний дріб 0,999…, який можна також записати як 0,9, {\displaystyle \scriptstyle \mathbf {0} .\mathbf {\dot {9}} } або 0,(9), позначає дійсне число, яке, як можна показати, є одиницею. Інакше, символи 0,999… і 1 репрезентують одне й те ж число. Доведення цієї рівності були сформульовані з різними мірами математичної точності, залежно від цільової аудиторії, історичного контексту тощо.

## Алгебраїчні доведення
Алгебраїчні доведення, які показують, що 0,(9) репрезентує число 1, використовують поняття дробів, ділення стовпчиком і цифрові маніпуляції, щоб побудувати перетворення, які приводять до рівності 0,999… і 1.

### Дроби та ділення у стовпчик
{\displaystyle {\begin{aligned}{\frac {1}{9}}&=0{,}111\dots \\9\times {\frac {1}{9}}&=9\times 0{,}111\dots \\1&=0{,}999\dots \end{aligned}}}
В іншій формі такого доведення множать 1⁄3 = 0,333… на 3.

### Маніпуляції з цифрами
Коли число в десятковій нотації множиться на 10, цифри не змінюються, але десяткова кома переміщується на одну позицію праворуч. Таким чином {\displaystyle 10\times 0{,}999...=9.999...}, що на 9 більше, ніж початкове число. Переконаємося в цьому, віднявши 0,999 … від 9,999 …; дробова частина різниці буде рівна нулю, оскільки {\displaystyle 9-9=0} для кожного розряду дробової частини. Далі застосуємо алгебру:
{\displaystyle {\begin{aligned}x&=0{,}999\ldots \\10x&=9{,}999\ldots \\10x-x&=9{,}999\ldots -0{,}999\ldots \\9x&=9\\x&=1\end{aligned}}}

## У попкультурі
Математичний фольклор також змальовує 0,(9), зокрема в такому жарті:

З: Скільки математиків потрібно, щоби вкрутити одну лампочку?

В: 0,(9).